# Urraca Fernandes de Castela
Urraca Fernandes de Castela (em espanhol: Urraca Fernández; m. após 1007) foi em duas ocasiões distintas rainha consorte de Leão e também rainha consorte de Navarra.
Urraca era filha do conde de Castela Fernão Gonçalves e da sua primeira esposa Sancha Sanches de Pamplona.
Em 944 ou após essa data casou-se, em primeiras núpcias, com Ordonho III de Leão. Deste matrimónio nasceram:
- Ordonho de Leão, falecido em criança.

Antes de 13 de novembro 958 Urraca se casou, em segundas núpcias, com Ordonho IV de Leão, usurpador do trono de Leão; com este enlace, o rei pretendeu legitimar o seu poder; mas deste matrimónio não nasceu qualquer filho.
Em 962 casou-se, em terceiras núpcias, com Sancho Garcês II de Pamplona. Deste matrimónio nasceram:
- Garcia Sanches II de Pamplona (c. 964 -994), rei de Pamplona e conde de Aragão;
- Ramiro Sanches (?-992);
- Gonçalo Sanches (?-997).